# Marek Szymiński
Marek Szymiński (ur. 27 września 1968 w Katowicach) – piłkarz polski grający na pozycji obrońcy.

## Kariera
Karierę piłkarską Szymiński rozpoczął w klubie GKS Katowice. W 1987 roku stał się zawodnikiem pierwszego zespołu, jednak nie zadebiutował w nim wówczas w pierwszej lidze i odszedł do MK Górnik Katowice. Tam spędził trzy sezony i w 1991 roku wrócił do GKS. W sezonie 1991/1992 zdobył z nim wicemistrzostwo Polski oraz Superpuchar Polski.
W 1992 roku Szymiński przeszedł do Naprzodu Rydułtowy. Z kolei w latach 1993-1995 występował w GKS Tychy. W sezonie 1995/1996 ponownie grał MK Górnik Katowice, a w sezonie 1996/1997 - w Cracovii.
W 1997 roku Szymiński został zawodnikiem Ruchu Radzionków. W sezonie 1997/1998 awansował z nim z drugiej do pierwszej ligi. W barwach Ruchu grał w ekstraklasie do końca sezonu 2000/2001. W 2002 roku odszedł do Rozwoju Katowice, w którym pół roku później zakończył karierę.
Ogółem w polskiej ekstraklasie Szymiński rozegrał 88 meczów.